# Малая Именная (деревня)
Малая Именная — деревня в Нижнетуринском муниципальном округе Свердловской области России. Ранее деревня входила в состав Выйского сельсовета города Нижней Туры.

## Географическое положение
Деревня Малая Именная расположена в 9 километрах (по автодороге в 11 километрах) к югу от города Нижней Туры, на левом берегу реки Туры, в устье реки Малой Именной (левого притока Туры). Деревня находится неподалёку от соседней деревни Большой Именной и Нижнетуринского пруда.

## Инфрастурктура
Инфраструктурные объекты и промышленные предприятия в деревне отсутствую. Основная часть трудоспособного населения трудоустроенны в окружном центре — городе Нижней Туре. Ввиду отсутствия школы и детского сада в самой деревне жители закреплены за школой № 7 посёлка ГРЭС города Нижней Туры. Через деревню проходит шоссе местного значения Нижняя Тура — Верхняя Тура. В пределах деревни останавливается междугородний автобус.

## Население
| 2002 | 2010 |
| ---- | ---- |
| 55   | ↘44  |